# The Strongest (film fra 1920)
The Strongest er en amerikansk stumfilm fra 1920 af Raoul Walsh.

## Medvirkende
- Renée Adorée som Claudia
- Carlo Liten som Henri
- Harrison Hunter som Harle
- Beatrice Noyes som Betty Macklin
- Florence Malone som Claire Harle
- Jean Gauthier DeTrigny som Visconte
- Madame Tressida som Nanette
- Jean Gauthier som Visconte
- Georgette Gauthier DeTrigny som Comtesse
- Hal Horne som Maurice
- James A. Marcus som Curate
- C.A. de Lima
- Teddy Piper